# 코르베토역
코르베토역 (Corvetto)은 밀라노 지하철 3호선의 역이다. 1991년 5월 12일에 문을 열었다. 코르베토는 밀라노의 현대 미술 지구이다.
역 구조는 1면 2선의 지하 역이다. 로디 로가 끝나는 지점에 있는 루이지 에마누엘레 코르베토 광장에 위치해 있으며, 밀라노 시 내에 있다.  코르베토 지역은 밀라노의 현대 미술 지역입니다.

## 환승
역 근처에는 ATM이 운영하는 트롤리버스 정류장과 버스 정류장이 있다.
- 트롤리버스: 93번 (Viale Omero - Lambrate FS/M2).
- 버스: 77번 (Lodi M3 - Poasco), 84번 (Largo Augusto - Corvetto M3 및 San Donato M3), 95번 (Rogoredo FS/M3 - Quartiere Barona).

## 시설
이 역에는 다음과 같은 시설이 있다.
- 장애인 접근시설
- 엘리베이터
- 에스컬레이터
- 매표기
- 역 감시카메라